# 邁洛 (緬因州)
邁洛（英語：Milo）是一個位於美國緬因州皮斯卡特奎斯縣的鎮。

## 人口
根據2020年美國人口普查的數據，邁洛的面積為87.96平方千米，當中陸地面積為85.42平方千米，而水域面積為2.54平方千米。當地共有人口2251人，而人口密度為每平方千米26人。